# Осада Нейгейзеля
Осада Нейгейзеля (нем. Neuhäusel, венг. Ersekujvar) — осада турецкой крепости Нейгейзель (современный город Нове-Замки в Словакии) имперскими войсками 7 июля — 19 августа 1685 года во время Великой турецкой войны. Осада закончилась падением крепости.

## Предыстория

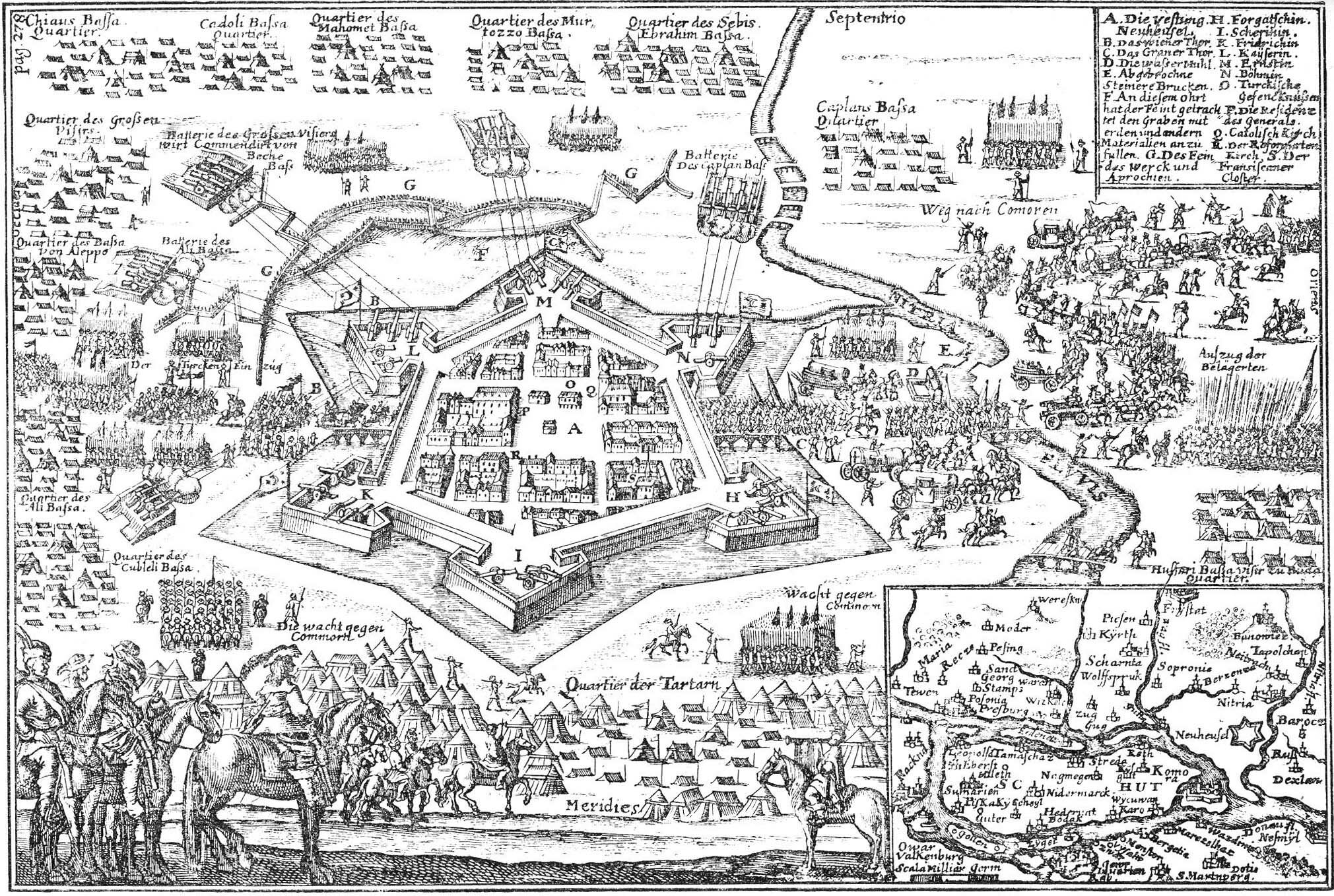
Осада крепости турками в 1663 году

Крепость Нейгейзель была построена Габсбургами в 1573—1581 годах в качестве укреплённого пункта против турок и была одной из самых современных крепостей в Европе. В конце XVII века крепость состояла из вала бастионного начертания с глубоким водяным рвом и из наружных сомкнутых укреплений. Постепенно около крепости вырос город. Десять раз туркам не удавалось её взять, но в 1663 году Нейгейзель был осажден и взят по капитуляции турками под командованием Ахмета-Кеприли. Виной стала стратегическая ошибка коменданта крепости Адама Форгача, который недооценил турецкие силы. Так на 22 года Нейгейзель стал центром османской провинции (Вашварский мир).
24 мая 1683 года Нейгейзель был осажден имперскими войсками под командованием герцога Карла Лотарингского. Были начаты осадные работы и открыт против крепости сильный огонь, но приближение в начале июня 200-тысячной турецкой армии вынудило Карла снять осаду и отступить за реку Рааб.

## Ход осады

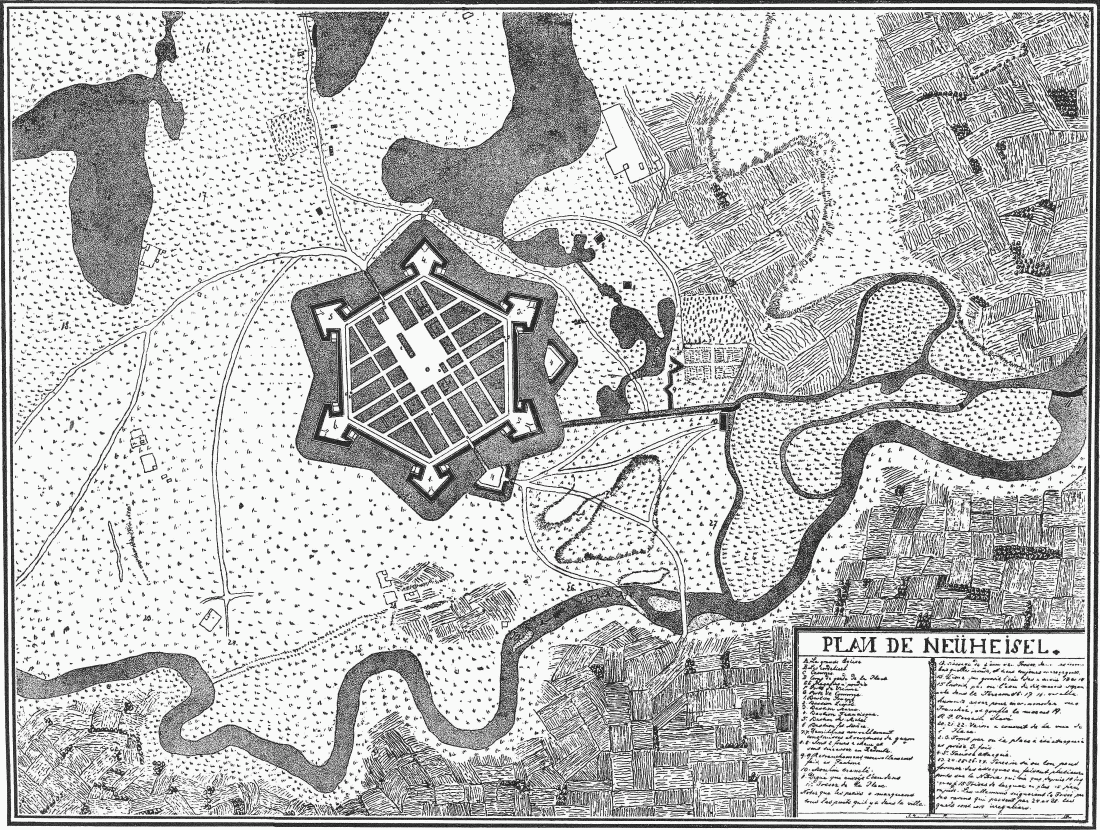
План крепости Нейгейзель

Два года спустя, 7 июля 1685 года Нейгейзель был вторично обложен Карлом и с трёх сторон начаты осадные работы. Первая атака поведена против бастиона у дороги в Гран, и 11 июля подступы атакующих приблизились на 700 шагов; 19 июля открыли огонь все батареи нападающих, а 28 июля окончена ещё одна мортирная батарея, сделана брешь и начаты минные работы. 
Попытка турецкой армии выручить город окончилась неудачей. В крепости уже ощущался недостаток в съестных припасах, однако защитниками не только было отвергнуто предложение о сдаче, но вечером 24 июля осажденные удачной вылазкой изрубили весь гарнизон редута напротив Венских ворот. Для перехода через ров из него атакующими была отведена вода и его в двух местах начали забрасывать фашинами, но вылазкой работы эти были значительно разрушены, и вновь исправить их удалось лишь к 3 августа. 
7 августа Карл, оставив для осады крепости 10 тысяч человек под началом Капрары, с остальной армией направился против турецкой армии у Грана. 10 августа комендант предложил сдаться с правом свободного выхода, но предложение это Капрарой было отвергнуто. Уже 11 августа можно было идти на приступ образованных брешей, но из-за непрерывных проливных дождей штурм был назначен на 19 августа. 
Тем временем у гребня гласиса было построено и открыло огонь ещё 5 батарей. В 8 часов утра 19 августа атакующие 2 колоннами бросились на бреши, поддерживаемые сильным огнём своих батарей. После отчаянного боя турки выкинули красный флаг.